# Seth Johnson
Seth Art Maurice Johnson (født 12. marts 1979 i Birmingham, England) er en engelsk tidligere fodboldspiller (midtbane).
På klubplan spillede Johnson for henholdsvis Crewe, Derby County og Leeds United. Han spillede desuden én kamp for det engelske landshold, en venskabskamp mod Italien 15. november 2000.
Johnson måtte stoppe sin karriere allerede som 28-årig grundet en knæskade.